# Oppkuven, Antarktis
Oppkuven är en bergstopp i Antarktis. Den ligger i Östantarktis. Norge gör anspråk på området. Toppen på Oppkuven är 2 625 meter över havet, eller 274 meter över den omgivande terrängen. Bredden vid basen är 3,4 km.
Terrängen runt Oppkuven är varierad. Trakten är obefolkad. Det finns inga samhällen i närheten. 